# Clambus spangleri
Clambus spangleri är en skalbaggsart som beskrevs av Endrödy-younga 1981. Clambus spangleri ingår i släktet Clambus och familjen dvärgkulbaggar. Inga underarter finns listade i Catalogue of Life.